# Coproica acutangula
Coproica acutangula är en tvåvingeart som först beskrevs av Zetterstedt 1847.  Coproica acutangula ingår i släktet Coproica och familjen hoppflugor. Arten är reproducerande i Sverige. Inga underarter finns listade i Catalogue of Life.